# Polyides
Polyides, monotipski rod crvenih algi smješten u vlastitu porodicu Polyidaceae, dio reda Gigartinales
Jedina je vrsta morska alga P. rotunda kod obala Cornwalla, Velika Britanija.

## Sinonimi
- Bifurcaria rotunda (Hudson) Papenfuss 1950
- Chordaria rotunda (Hudson) C.Agardh 1817
- Fucus caprinus Gunnerus 1766
- Fucus furcellatus Mohr 1786
- Fucus radiatus Goodenough & Woodward 1797
- Fucus rotundus Hudson 1762
- Furcellaria rotunda (Hudson) Lyngbye 1819
- Polyides caprina (Gunnerus) Papenfuss 1950
- Polyides lumbricalis C.Agardh 1822

* Polyides rotunda f. typica Kjellman 1883